# Prisma di Glan-Taylor

Un prisma di Glan-Taylor riflette la luce polarizzata S ad una separazione interna, e trasmette solo la componente polarizzata P. Gli assi ottici sono verticali nel piano del diagramma.

Un prisma di Glan-Taylor è un tipo di prisma ottico usato come polarizzatore o come beam splitter polarizzante. È uno dei più comuni tra i moderni prismi polarizzanti; è stato descritto per la prima volta da Archard e Taylor nel 1948.
Il prisma è fatto da due prismi ad angolo retto di calcite (o di altri materiali birifrangenti) separati lungo la faccia lunga da uno spazio di aria. Gli assi ottici dei cristalli di calcite sono allineati nel piano di riflessione. 
Quando luce non polarizzata incide sul prisma, la radiazione polarizzata P, ovvero con oscillazioni del campo elettrico sul piano di incidenza, viene in gran parte trasmessa poiché l'angolo tra i due prismi è tale da essere prossimi all'angolo di Brewster. La propagazione avverrà lungo l'asse ottico straordinario poiché le oscillazioni della radiazione polarizzata P sono parallele all'asse del cristallo.  
Per la radiazione polarizzata S, perpendicolare al piano di incidenza, si ha una propagazione lungo il raggio ordinario e se {\displaystyle \alpha \geq \arcsin \left({\frac {n_{aria}}{n_{ord}}}\right)}  si ha una riflessione interna totale per questo tipo di radiazione. 
È necessario che tale angolo eviti un'ulteriore riflessione interna totale anche per le polarizzazioni di tipo P per far funzionare il prisma. Si ha quindi un intervallo, ben definito dagli indici di rifrazione e quindi dal materiale del cristallo, in cui tale angolo può variare. 
Si noti che mentre il raggio trasmesso è polarizzato al 100%, quello riflesso non lo è. Le facce laterali del cristallo possono essere lucidate per permettere al raggio riflesso di uscire, o oscurate per assorbirlo. 
Una variante di questo tipo di prisma è il prisma Glan-laser, in cui si taglia il prisma con un angolo più ripido per ridurre le perdite per riflessione, perdendo però in campo visivo. Questi polarizzatori sono anche tipicamente progettati per sopportare fasci di grande intensità, come quelli prodotti dai laser. Le differenze con un prisma di Glan–Taylor includono l'uso di calcite con piccole perdite per diffusione, migliore lucidatura delle facce, specie sui fianchi, e migliore rivestimento antiriflesso. Sono in commercio prismi che sono danneggiati da irradianze maggiore di 1 GW/cm2.